# Mugur Isărescu
Mugur Isărescu, romunski ekonomist, politik in diplomat, * 1. avgust 1949, Drăgăşani, okrožje Valcea.
Isărescu je trenutni guverner Narodne banke Romunije. Bil je tudi predsednik vlade Romunije med letoma 1999 in 2000.